# Donji Gradac (Konjic, BiH)
Donji Gradac je naseljeno mjesto u općini Konjic, Federacija Bosne i Hercegovine, BiH.

## Stanovništvo

### 1991.
Nacionalni sastav stanovništva 1991. godine, bio je sljedeći:
ukupno: 164
- Muslimani – 164

### 2013.
Nacionalni sastav stanovništva 2013. godine, bio je sljedeći:
ukupno: 88
- Bošnjaci – 88

## Vanjske poveznice
- Satelitska snimka  Arhivirana inačica izvorne stranice od 17. veljače 2021. (Wayback Machine)